# オムシャ

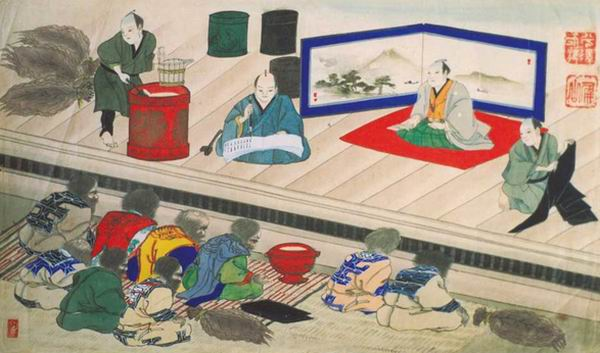
平沢屏山による、オムシャを描いたアイヌ絵。葉タバコや漆器を下賜される場面。白州に見えるのが役蝦夷である。

オムシャは、江戸時代にアイヌ（蝦夷）に対して実施された撫育のための措置。後に年中行事化された。

## 概要
本来は交易に訪れた客人を歓待するための行事であった。
オムシャの語源としては、日本語の「おびしゃ（御奉射）」「おぶしゃ（御撫謝）」の転訛説とアイヌ語の御無沙汰の挨拶として互いの頭を撫でる儀式「ウムシャ」に由来する語とする説がある。後に松前藩とアイヌの主従関係を誓約する儀礼として「恩謝」という当て字が当てられる場合もあった。
松前藩とアイヌの間の交易でも初期には交歓の意味での儀礼であったが、後に交易や漁労の終了時のアイヌに対する慰労行事となり、更に蝦夷地統治の手段として転化していくことになる。儀式の執行者は当初は場所請負制の下で請負を行った商人であったが後には松前藩もしくは江戸幕府の役人が行った。
時代や地域によって異なるところがあるものの、通常は毎年漁閑期にあたる7月から9月に実施され、臨時の場合にはそれ以外の時期に実施されることもあった。会所に役蝦夷（惣乙名・乙名・脇乙名・惣小使・小使・土産取などの役職にあるアイヌ）全員と主だった平蝦夷（一般のアイヌ）を集めて開かれた。役蝦夷は陣羽織や小袖などの礼装、平蝦夷は常服で白州に座り、正面の屋敷部分に執行者が威儀を正して座り、公儀に従うことや親孝行をすることなどを掟書として読み聞かせ、役蝦夷の任免や役料（扶持米等）の下賜、孝子・善行者などへの褒賞、老病者への見舞品（御救米や薬など）の支給などを行って酒宴でもてなした。当初は下賜・支給は役蝦夷と表彰者・老病者に限定されていたが、嘉永元年（1849年）以後は全てのアイヌに支給された。